# Барт, Александр
Александр Барт (фр. Alexandre Barthe; 5 марта 1986, Авиньон, Франция) — французский футболист, защитник.

## Клубная карьера
Воспитанник футбольной школы клуба «Сент-Этьен», в дубле которого в 2004 году начал свою профессиональную карьеру. С 2006 по 2008 выступал за клуб «Родез».
В июле 2008 подписал 4-летний контракт с болгарским «Литексом». 9 августа 2008 Барт дебютировал в матче против «Славии». Вместе с «Литексом» Александр выиграл два чемпионата, Кубок и Суперкубок Болгарии. 30 июля 2011 Барт присоединился к «Лудогорцу», в составе которого за два сезона сумел уже добиться таких же успехов как и с «Литексом».
12 июня 2015 года защитник заключил трёхлетнее соглашение с швейцарским «Грассхоппером».

## Достижения
«Литекс»
- Чемпион Болгарии (2): 2009/10, 2010/11
- Обладатель Кубка Болгарии (1): 2009
- Обладатель Суперкубка Болгарии (1): 2010

«Лудогорец»
- Чемпион Болгарии (4): 2011/12, 2012/13, 2013/14, 2014/15
- Обладатель Кубка Болгарии (2): 2012, 2014
- Обладатель Суперкубка Болгарии (2): 2012, 2014